# 特乌拉伊家族
特乌拉伊家族是一個统治過胡阿希內島和马伊奥岛的家族。 19世纪中叶起，特乌拉伊家族成員成為胡阿希內島的統治者。19世纪末，特乌拉伊家族成员成為賴阿特阿島的統治者。特乌拉伊家族的王位後來都被法兰西第三共和国當局廢除。